# Rapparee
Rapparees nebo raparees (z irského ropairí, množné číslo od ropaire - „ten, kdo zapichuje, bodá,“ v širším významu také pikenýr), byli irští partyzánští válečníci bojující na straně royalistů v době Cromwellova tažení do Irska a na jakobitské straně během války dvou králů. Označení se později ujalo také pro bandity a lupiče v Irsku – mnozí bývalí partyzáni po válkách skončili jako zločinci živící se kradením dobytka, vybíráním výpalného či ozbrojenými loupežemi. V mnoha případech byli rapparees také členy zakázané gaelské šlechty a drželi se tradic irských klanů.
Rapparees mají některé podobnosti s jinými šlechtici, kteří se stali psanci, jako jsou William Wallace, Robert Bruce, Black Douglas, Hereward Wake, legendární Robin Hood nebo hajdukové z východní Evropy.

## Partyzánská tradice v Irsku - Lesní kernové a toryové
V Irsku existovala tradice partyzánského boje už před rapparees. Irské guerillové jednotky byly v 16. století známé jako ceithearnaigh choille, neboli „wood-kerne“ (lesní kernové), odkazující na irské pěšáky zvané ceithearnaigh nebo “kerne”.
Během jedenáctileté války ve 40. a 50. letech 17. století byli nepravidelní bojovníci na irské straně Konfederace známí jako „tory“, dle irského slova tóraidhe (moderní tóraí), což znamená „pronásledovatel“.
Během zimy 1650–1651 vedl parlamentní plukovník John Hewson trestné výpravy do středohoří Midlands a pohoří Wicklow, aby se pokusil zničit jádra partyzánských skupin. Zejména ve Wicklow zničil Hewson všechny zásoby jídla, které našel, aby se vyhladovělí partyzáni vzdali. Přestože parlamentní vojáci dobyli řadu malých hradů a zabili několik stovek partyzánů, nedokázali partyzánské útoky zcela zastavit.
Rapparees byli nakonec částečně poraženi kvůli tomu, že všem civilistům z oblastí kontrolovaných partyzány bylo nařízeno pustit obydlí. Tyto regiony, nacházející se Wicklow a velké části jižního Irska, byly pak označeny jako „zóny volné palby“ - kdokoli mohl být považován za nepřítele a na místě zabit. Hewson také nařídil vyhnání římskokatolických měšťanů z Dublinu z důvodu podezření, že pomáhali partyzánům na venkově. Mezi další protipovstalecké taktiky patřilo vykoupení zajatců jako smluvních služebníků a konečně zveřejnění podmínek kapitulace umožňující partyzánům opustit zemi a vstoupit do vojenské služby ve Francii a Španělsku. Poslední organizované skupiny tories se vzdaly v roce 1653, kdy mnoho z nich opustilo Irsko, aby sloužilo v cizích armádách.
Po válkách mnoho tories pokračovalo ve své činnosti, zčásti jako katoličtí partyzáni, zčásti jako obyčejní zločinci. Řady tories po válce rozšiřovali také další irští katolíci, jejichž půda a majetek byly zabaveny během Cromwellových konfiskací.

## Válka dvou králů
Během slavné revoluce v 90. letech 17. století byla anglickým podporovatelům Jakuba II. udělována hanlivá přezdívka „tory“, spojující je s dřívějšími irskými rebely a bandity. Irští katolíci Jakuba II. podporovali a označovali se jakobité. Za Richarda Talbota musela každá oblast sestavit regiment na podporu jakobitských cílů. Většina regionů tak učinila, ale Jakub II. a jeho francouzští podporovatelé neměli prostředky, aby je všechny vyzbrojili a zaplatili. Mnoho z těchto pluků tedy bylo rozpuštěno. Právě z těchto skupin se pak verbovala většina rapparees. Vyzbrojili se čímkoli, co mohli najít nebo ukradnout, včetně mušket, dlouhých nožů (sceana nebo „skiens“) a půlpík. Právě podle nich dostali rapparees své jméno. Šlo o 6 stop (2 m) dlouhé píky, vyrobené ze zkrácené vojenské píky, dlouhé obvykle až 16 stop (5 m). 
Rapparees způsobovali svými operacemi v týlu nepřítele vilémské armádě problémy v zásobování, zabíjeli vojáky a  příznivce Viléma III. Mnoho skupin si kvůli krádežím vytvořilo špatnou pověst jak u protestantů, tak u katolíků. George Warter Story, kaplan vilémského regimentu, vypráví, že rapparees ukryli své zbraně v bažinách, když byly vilémské jednotky v oblasti, a rozplynuli se mezi civilním obyvatelstvem, jen aby se znovu vyzbrojili a objevili se, když byli vojáci pryč. Raparees významně pomohli jakobitskému válečnému úsilí a zablokovali tisíce vilémských vojáků, kteří museli chránit zásobovací sklady a kolony. Traduje se, že slavní rapparees Michael „Cval“ Hogan a Éamonn an Chnoic vedli nájezd jízdy Sira Patricka Sarsfielda při obléhání Limericku v roce 1690.

## Odraz v kultuře
Jméno rapparee se objevuje v různých oblastech kultury. 
- píseň Outlawed Rapparee (Clancy Brothers & Tommy Makem)
- lidová píseň Wild Rapparee
- zmínka v písni Young Ned of The Hill (The Pogues)
- jméno zátoky Rapparee Cove v nemetropolitním hrabství Severní Devon ve Velké Británii
- dýmkový tabák Rattray's Red Rapparee